# Necrose fibrinoide
A necrose fibrinoide tem esse nome pois assemelha-se microscopicamente a fibrina. É um tipo bastante especial de necrose. Há pouca repercussão morfológica macroscópica, porém há grande significância clínica quando ela aparece. Ocorre no sistema vascular, degenerando as paredes dos vasos.
A necrose fibrinóide aparece essencialmente nas doenças autoimunes, nas paredes dos vasos e curiosamente nas úlceras pépticas. Ocorre, por exemplo, em casos de hipertensão arterial severa, em que os órgãos estão sujeitos a elevadas pressões para as quais não estão preparados. Neste caso, as células da camada íntima sofrem rápida proliferação, que geralmente leva à disrupção da parede do vaso, havendo libertação de proteínas plasmáticas para fora e para dentro da parede arteriolar. Assim sendo, este subtipo de necrose é microscopicamente caracterizado por obliteração da parede por material amorfo proteináceo intensamente eosinófilo, com frequente oclusão do lúmen do vaso.